# Leistungssensor
Ein Leistungssensor ist eine Kombination aus einem Drehmomentsensor und einem Drehzahlsensor oder Drehwinkelsensor. Leistungssensoren können eingesetzt werden, um z. B. an Wellen die aufgebrachte oder eingeprägte Leistung zu ermitteln. Physikalische Leistung ist Arbeit pro Zeit, oder als Formel ausgedrückt:
P = W/t

## Technologie Leistungssensor
Das Kernelement eines Leistungssensors ist der Drehmomentsensor. Durch magnetoelastische Sensoren kann eine Kontaktlose Drehmomentmessung an einer Welle umgesetzt werden. Zur Winkelmessung kommen verschiedene Technologien in Frage, z. B. magnetische differentielle Hall-Sensor-Messung oder eine induktive Winkelmessung.

## Einsatzgebiete Leistungssensoren
Leistungssensoren werden zum Beispiel im Radsport eingesetzt. Durch die Information der Tretleistung eines Fahrers kann dessen Fahrverhalten analysiert werden und so eine optimale Trainingseinheit abgestimmt auf den Fahrer entwickelt werden. Durch die Tretleistungsmessung am Fahrrad können auch z. B. unterschiedliche Tretleistungen der verschiedenen Beine ermittelt werden. Diese Information kann z. B. auch bei der klinischen Verbesserung von motorischen Fähigkeiten bei Unfallopfern zu einer schnelleren Genesung beitragen. 
Eine typische Anwendung für Leistungssensoren ist der Einsatz bei Pedelecs. In dieser Anwendung wird aufgrund des Drehmoments und der Tretgeschwindigkeit die Tretleistung ermittelt und als Stellgröße für einen Regler verwendet der einen Elektromotor steuert um zusätzlich zu der menschlichen Leistung eine elektrische Leistung auf das Antriebsrad einzukoppeln. 